# ميزوهو فوكوشيما
ميزوهو فوكوشيما (باليابانية:福島 瑞穂) ، من مواليد 24 ديسمبر 1955 ، هي سياسية يابانية عملت رئيساً لـالحزب الديمقراطي الياباني منذ عام 2003 .

## وصلات خارجية
- Official website (باليابانية)
- ميزوهو فوكوشيما على موقع IMDb (الإنجليزية)
- Official blog

(باليابانية)